# WMS Industries

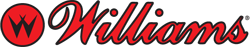
Antiguo logo de Williams Electronics.

WMS Industries, Inc. es un fabricante estadounidense de juegos electrónicos y entretenimiento en Enterprise, Nevada. WMS se remonta a 1943, a Williams Manufacturing Company, fundada por Harry E. Williams. Sin embargo, la compañía que se convirtió en WMS Industries fue fundada formalmente en 1974 como Williams Electronics, Inc.
Williams inicialmente fue un fabricante de máquinas de pinball. En 1964, Williams fue adquirida por el fabricante de máquinas de discos Seeburg Corp. y reorganizada como Williams Electronics Manufacturing Division. En 1973, la compañía se ramificó en el mercado de videojuegos arcade de monedas con su clon de Pong llamado Paddle Ball, creando una serie de clásicos de videojuegos, entre ellos Defender y Robotron: 2084. En 1974, Williams Electronics, Inc. se incorporó como una subsidiaria de Seeburg. Williams Electronics fue vendida como una compañía independiente durante la bancarrota de Seeburg en 1980.
En 1987, Williams cambió su nombre de padre a WMS Industries, Inc. cuando hizo su oferta pública. WMS es un acortamiento de Williams, que también seleccionó por su símbolo de marca NYSE. En 1988, adquirió al competidor Bally/Midway, que se escindió en 1998, junto con su negocio de videojuegos. WMS ingresó en el mercado de las máquinas tragamonedas giratorias en 1994. Cerró su división de pinball en 1999.
En 2013, WMS se convirtió en una subsidiaria de Scientific Games. En 2016, WMS se reorganizó y se fusionó completamente en Scientific Games. Hoy en día, WMS es una marca de Scientific Games, junto con SG, Bally y Shuffle Master.

## Historia temprana

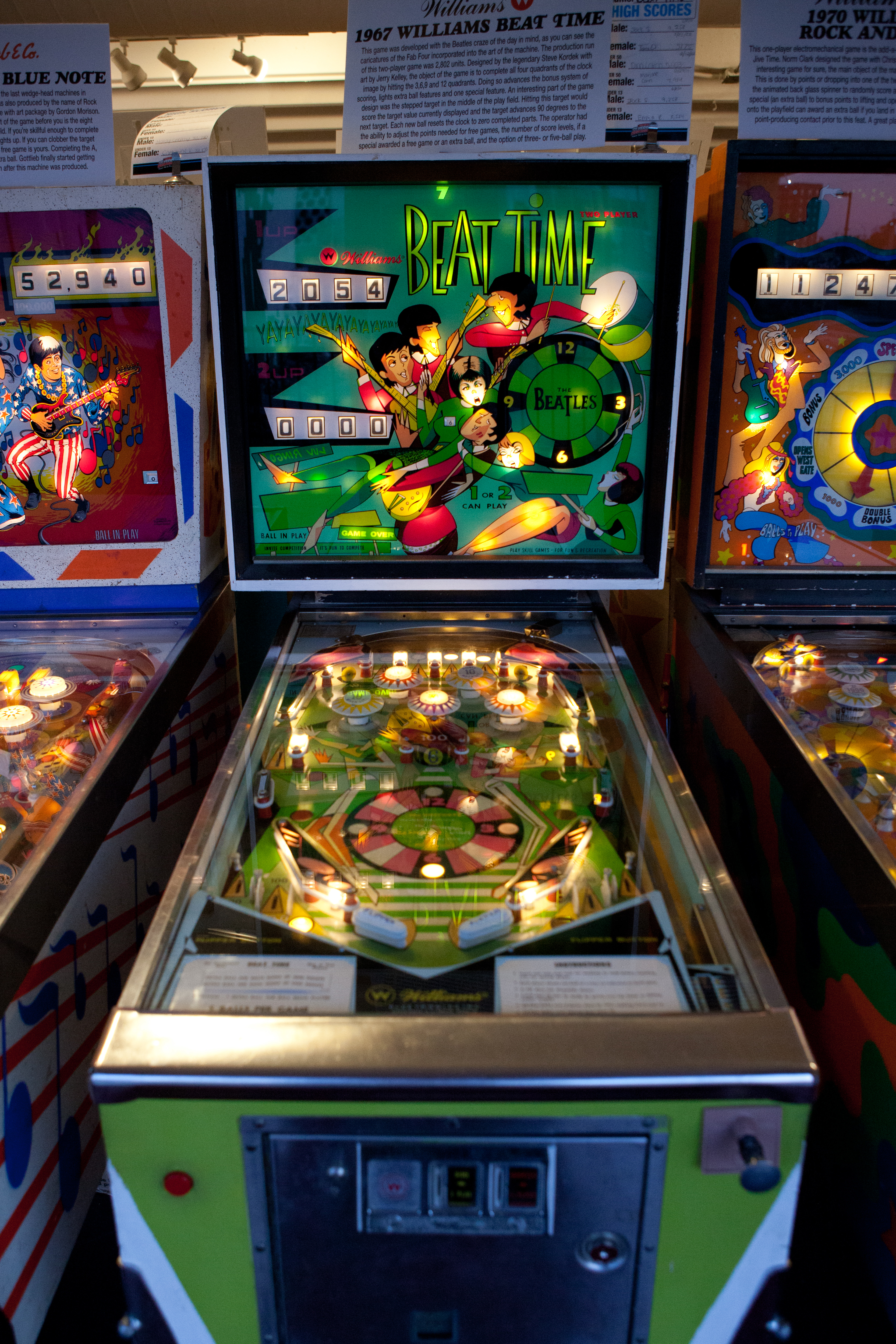
Juego de Pinball de Williams de 1967 con tema de los Beatles, "Beat Time"

En 1943, Harry Williams fundó Williams Manufacturing Company en 161 West Huron Street en Chicago, Illinois. Los primeros siete productos fueron una máquina de adivinación llamada Selector Scope (1944), dos juegos electromecánicos (EM), Periscope (1944) y Liberator (1944), una novedad llamada Zingo (1944), una conversión de pinball llamada Flat-Top (1945), otro juego de arcade EM, Circus Romance (7/45) y una segunda conversión de pinball llamada Laura (1945). Las dos conversiones de pinball (Flat-Top y Laura) se construyeron comprando máquinas de pinball más antiguas hechas por otras compañías y cambiando las ilustraciones y otros elementos en el campo de juego. La falta de materias primas durante la Segunda Guerra Mundial hizo que la fabricación de nuevas máquinas fuera difícil y costosa.
Un graduado de ingeniería de Stanford, Williams ideó el mecanismo de "inclinación" para máquinas de pinball. El primer dispositivo de entretenimiento completamente original hecho por Williams fue una máquina de pinball sin aletas llamada Suspense (1946). A fines de la década de 1940 y principios de la década de 1950, Williams continuó haciendo máquinas de pinball y el juego de bate y pelota ocasional. En 1950, Williams produjo Lucky Inning, su primera máquina de pinball para que sus aletas inferiores miraran hacia adentro de manera moderna. A finales de 1958, Williams Manufacturing se conoció como Williams Electronic Manufacturing Company. En 1960, Harry Williams diseñó su última máquina de pinball para Williams, Nags de carreras de caballos. El último juego que diseñó para Williams fue también uno de los últimos juegos electromecánicos, Rancho (1977).
En 1962, 3 Coin se convirtió en la máquina Williams más vendida con 1,100 unidades vendidas. Un año después, Skill Pool vendió 2,250 unidades. En 1964 Williams fue comprada por la Seeburg Corporation.  Su máquina de pinball A-Go-Go de 1966, con su tema vanguardista de los años 60, vendió un récord de 5,100 unidades. Las máquinas de pinball tempranas de Williams a menudo incluían características innovadoras y primicias de pinball, como el puntaje mecánico del carrete y la función de "agregar una bola" para ubicaciones que no permitían las repeticiones de juegos. En 1967, el pinball estaba en medio de la llamada "edad de oro", y el número de unidades de pinball que se vendieron comenzó a aumentar dramáticamente. Entre los pinballs populares de Williams se incluyen Shangri-La (1967), Apollo (1967), Beat Time (1967), Smart Set (1969), Gold Rush (1971) y Space Mission (1976).

## Edad de oro de los juegos de arcade
Tomando nota del éxito de Atari con Pong en 1972, Williams decidió ingresar a la incipiente industria de los videojuegos arcade que funcionan con monedas. Después de negociaciones preliminares con Magnavox, subcontrató a Magnetic Corporation of America para crear su primer videojuego de arcade Paddle-Ball. En 1974, se formó Williams Electronics, Inc. para adquirir la compañía. En 1980, Seeburg (que había sido renombrada como XCOR International) vendió a Williams a Louis Nicastro, quien, junto con su hijo Neil, tomaría a la compañía pública y la dirigiría durante más de dos décadas.
Williams desarrolló su propio éxito revolucionario con el lanzamiento de Defender de 1980, cuya jugabilidad, desplazamiento horizontal y color dinámico influyeron en muchos juegos posteriores. Le siguió una secuela en 1981, Stargate, y un grupo de títulos populares e influyentes: Joust, Robotron: 2084, Sinistar y Moon Patrol con licencia. Con la excepción de Sinistar, estos fueron ampliados a sistemas domésticos por desarrolladores y editores externos, incluido Atari, Inc.
En 1982, Williams Electronics también lanzó la máquina recreativa «Bubbles», que se convirtió en única por su argumento inusual y sus controles innovadores: el jugador controlaba una burbuja que tenía que crecer y evitar a los enemigos.La empresa aplicó activamente tecnologías avanzadas, incluido su sistema de sonido DCS (Digital Compression System) patentado, que se utilizó para mejorar el audio de sus máquinas recreativas y de pinball. Uno de los desarrollos más famosos de la empresa es la dinámica tragaperras Raging Rhino, un juego que conserva el espíritu de innovación y entretenimiento que comenzó en la época de los salones recreativos.
Después de que Dragon's Lair popularizara los videojuegos LaserDisc en 1983, Williams creó el juego de carreras híbrido LaserDisc/gráficos de computadora Star Rider, que perdió o contribuyó a una pérdida de 50 millones de dólares para la compañía.

## Pinball de estado sólido
Las primeras máquinas de estado sólido de Williams producidas en 1976 fueron prototipos basados en juegos electromecánicos; Aztec (1976) y Grand Prix. Williams continuó lanzando nuevas máquinas de pinball electromecánicas hasta octubre de 1977, cuando lanzaron Wild Card. Desde noviembre de 1977, Williams lanzó juegos de pinball de estado sólido exclusivamente, comenzando con su primer modelo de producción de estado sólido Hot Tip (1977), que vendió 4,903 unidades (la versión electromecánica lanzada anteriormente en junio vendió 1,300 unidades). Desde finales de la década de 1970 hasta la década de 1980, Williams lanzó numerosos juegos de pinball innovadores, como Gorgar (1979, el primer pinball con voz sintética), Firepower (1980), Black Knight (1980), Jungle Lord (1981), Space Shuttle (1984), Comet (1985), High Speed (1986), Pin*Bot (1986), F-14 Tomcat (1987), Cyclone (1988) y Taxi (1988).
En 1992, la compañía produjo el juego de pinball de The Addams Family basado en la película The Addams Family (1991). The Addams Family vendió 20,270 unidades, un récord que aún se mantiene en la actualidad. En 1993, la compañía produjo Twilight Zone, que vendió unas impresionantes 15,235 unidades. Después de 1993, aunque sigue siendo el líder del mercado, Williams nunca llegó a igualar los números de ventas de Twilight Zone y The Addams Family. Williams ganó el premio al Fabricante del Año de la Asociación Americana de Máquinas de Diversiones (American Amusement Machine Association) en 1995. Medieval Madness, producida en 1997, a menudo encabeza la lista como el mejor juego de pinball de todos los tiempos. En 1999, Williams hizo un último intento de revitalizar las ventas de pinball con sus máquinas Pinball 2000 que integraron pinball con gráficos de computadora en pantallas de escaneo raster integrado. La innovación no dio sus frutos, ya que los gastos de fabricación superaron los precios que soportaría el mercado, y ese mismo año, WMS dejó de desarrollar juegos de pinball y se enfocaría en el desarrollo de máquinas tragamonedas.

## Centrarse en las máquinas de juego
A medida que la industria del pinball disminuía, WMS invirtió en la industria hotelera, haciendo público y luego escindiendo su filial hotelera, WHG Resorts, en 1996 (que más tarde fue privada y adquirida por Wyndham International). Su filial de videojuegos, Midway Games, disfrutó de una fortuna creciente a principios de la década de 1990 con una serie de exitosos juegos de arcade, incluidos Mortal Kombat y NBA Jam.

### Primeras máquinas tragamonedas

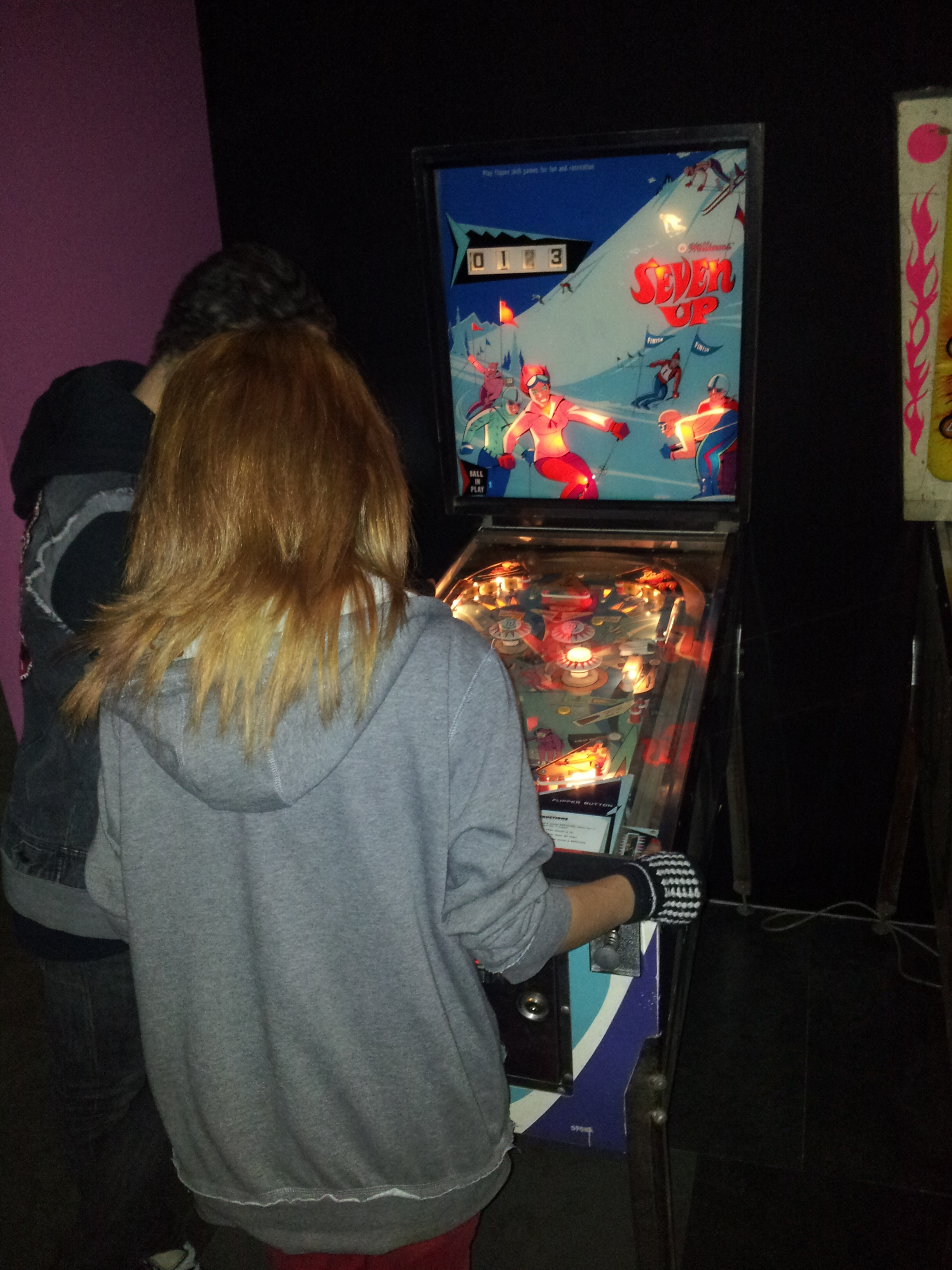
Personas jugando pinball "Seven up" de los años 60.

WMS ingresó en el mercado de las máquinas tragamonedas giratorias en 1994 y sus productos han ayudado a alejar la tendencia de la industria de las máquinas tragamonedas mecánicas genéricas y a los juegos que incorporan propiedades intelectuales familiares. Durante más de un siglo, a partir de finales de la década de 1800, las máquinas tragamonedas mecánicas empleaban temas limitados: trajes de cartas, herraduras, campanas y estrellas, variedades de fruta, barras negras en el Liberty Bell. Las raíces de los videojuegos de WMS demostrarían ser su fuerza cuando, en 1996, presentó su primer tragamonedas de casino, Reel 'em In, una máquina tragamonedas de video con bono secundario de varias líneas y múltiples monedas. WMS siguió esto con una serie de juegos exitosos similares como Jackpot Party, Boom y Filthy Rich. Mientras tanto, para 1996, WMS había transferido todos los derechos de autor y marcas registradas en su biblioteca de videojuegos a Midway, incluyendo Defender, Stargate Robotron: 2084, Joust y Smash TV, ya que se hizo pública en Midway y finalmente se terminó en 1998. Con el cierre de su división de pinball en 1999, WMS se enfocó completamente en la industria de las máquinas de juego. Durante la década de 1990, esa industria creció a medida que otros estados permitían los juegos de casino y juegos de lotería de video y las tribus de Nativos Americanos construían casinos de juego.
En 2001, WMS presentó su muy exitosa serie de tragamonedas de "participación" con temática Monopoly, que la compañía otorga o arrienda a los casinos, en lugar de vender los juegos a los casinos. Los juegos de participación de la compañía han incluido máquinas basadas en marcas tan conocidas de entretenimiento como Hombres de negro, The Price is Right, Match Game, The Hollywood Squares, Clint Eastwood, Powerball, Green Acres, Los Dukes de Hazzard, Top Gun, El mago de Oz, Star Trek, El Señor de los Anillos y Cluedo. Algunos de estos juegos están conectados en red dentro de los casinos e incluso entre varios casinos para que los jugadores tengan la oportunidad de ganar grandes premios en función de la cantidad total de juegos recibidos por todas las máquinas en la red. Estos juegos de marca demostraron ser populares entre los jugadores y rentables para WMS, ya que los ingresos netos por licencias y las tarifas de arrendamiento generadas por cada juego han excedido los márgenes de ganancia de sus juegos en venta. Otros juegos recientes incluyen Brazilian Beauty y el Hot Hot Super Jackpot. WMS Industries adquirió una segunda filial, la compañía de juegos con sede en Holanda Orion Financement Company B.V., en julio de 2006.
Desde el año fiscal 2006 al 2011, los ingresos de la compañía aumentaron de $ 451 millones a $783 millones, respectivamente, y su ingreso neto alcanzó los $113 millones en 2010. Los ingresos de la compañía disminuyeron a $ 690 millones en 2012.

### Productos posteriores, tecnología, negocios

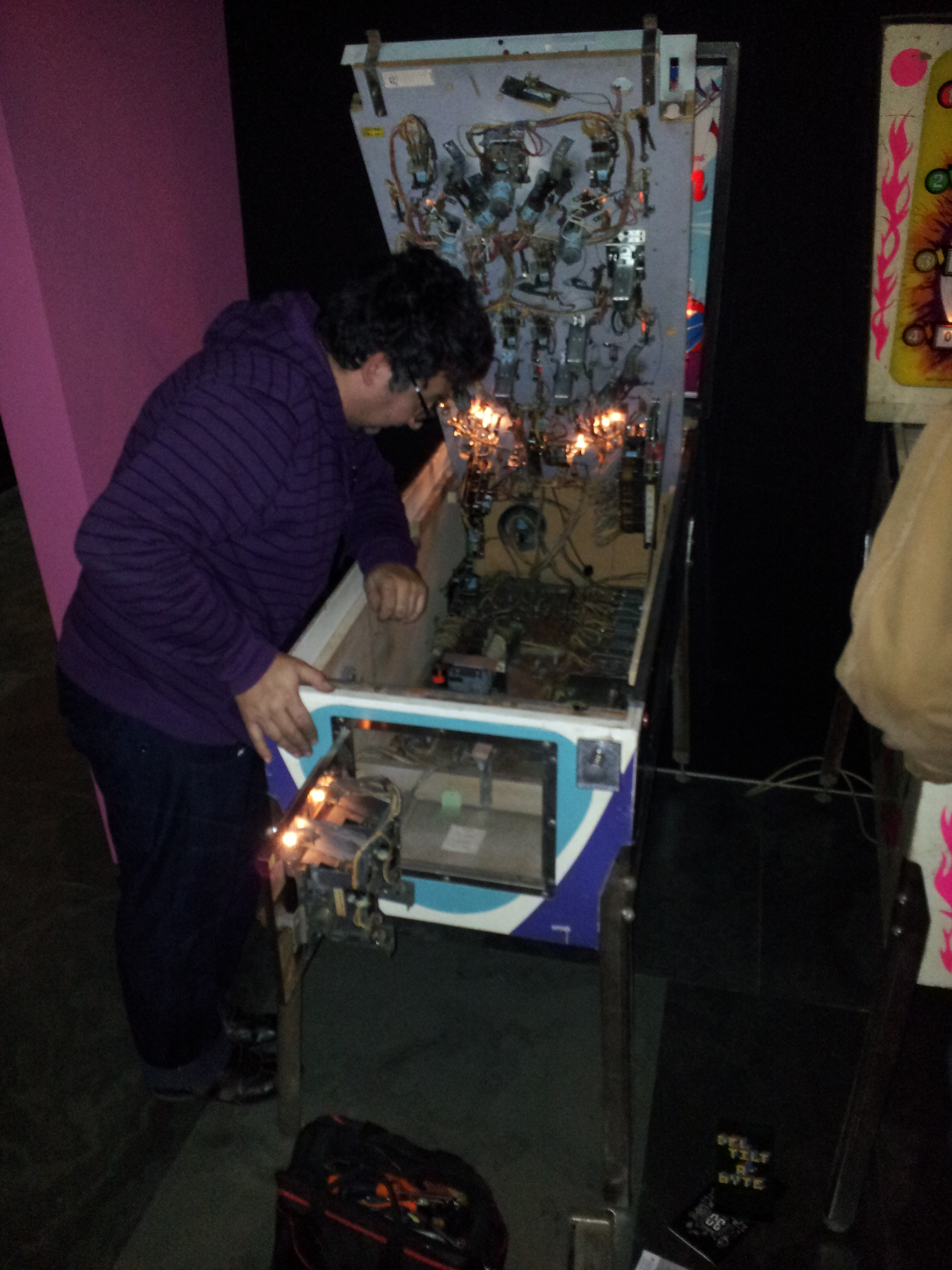
Mantenimiento de pinball "Seven up" de los años 60.

WMS continuó produciendo máquinas de videojuegos y, en menor medida, máquinas tragamonedas, para venta y arrendamiento a casinos en los EE. UU., Mercados extranjeros seleccionados y loterías estatales. Algunos de los diseños de productos de WMS reflejaron los cambios demográficos de su industria. Las jugadoras más jóvenes criadas en videojuegos a menudo buscan experiencias más desafiantes, tanto físicas como mentales, que las mujeres de 55 a 65 años, la audiencia tradicional de las máquinas tragamonedas. En consecuencia, algunas de las máquinas de la compañía incorporan sonido envolvente, pantallas de panel plano e imágenes animadas a todo color.
WMS también fabricó la serie G+ de tragamonedas de video, la familia de tragamonedas de Community Gaming, así como carretes mecánicos, juegos de póker y terminales de video lotería. WMS comenzó a ofrecer juegos en línea en 2010 para personas mayores de 18 años en el Reino Unido y en 2011 en los EE. UU. en www.jackpotparty.com. En 2012, WMS se asoció con Large Animal Games para incorporar varios de los juegos de máquinas tragamonedas de WMS en una aplicación de juego de Facebook con el tema de cruceros titulada "Lucky Cruise". Al jugar juegos y alistar la ayuda de amigos de Facebook, los jugadores pueden acumular "amuletos de la suerte" (en lugar de dinero). El juego es similar a jugar en una máquina tragamonedas pero incluye un "componente de estrategia de luz". En 2012, la compañía introdujo los juegos en dispositivos móviles y centró sus esfuerzos en expandir sus ofertas de juegos en línea. Para los casinos, introdujo los juegos de video póker My Poker.
Las tecnologías WMS incluyen:
- Carretes transmisivos, la plataforma de juegos, que emplea animación de video que se muestra alrededor, por encima y aparentemente interactiva con los carretes mecánicos. La tecnología se basa en la plataforma operativa CPU-NXT2.[31]
- Plataformas operativas: CPU-NXT2 incorpora un procesador de clase Intel Pentium IV, hasta 2 gigabytes de memoria de acceso aleatorio, un conjunto de chips de gráficos ATI 3-D y una unidad de disco duro de 40 gigabytes.[26] La plataforma operativa CPU-NXT3 se introdujo en 2012 para juegos de participación y nuevos gabinetes.[1]
- Gabinetes: el gabinete de juegos Bluebird2, que incluye una pantalla ancha doble de 22 pulgadas, pantallas de alta definición, altavoces Bose y una impresora iluminada y aceptador de billetes, se introdujo en 2008.[32] Los gabinetes Blade y Gamefield xD se introdujeron en 2013.[1]

Aproximadamente el 70% de los ingresos de WMS en 2010 provinieron de clientes de EE. UU. Sus instalaciones de diseño en ese momento eran Chicago, Illinois. Tenía otras instalaciones y oficinas en los Estados Unidos e instalaciones internacionales de desarrollo y distribución ubicadas en Argentina, Australia, Austria, Canadá, China, India, México, los Países Bajos, Sudáfrica, España y el Reino Unido y un centro de juego en línea en Bélgica.

### Adquisición por Scientific Games
WMS se fusionó con Scientific Games en octubre de 2013, convirtiéndose en una subsidiaria de propiedad absoluta de Scientific Games. Scientific Games pagó $1.5 mil millones por WMS, y los accionistas de WMS recibieron $26.00 por acción. En el momento de la fusión, las acciones de la compañía dejaron de cotizarse en la Bolsa de Nueva York.
En 2016, WMS se reorganizó y se fusionó completamente en Scientific Games. Hoy en día, WMS se mantiene como una marca de Scientific Games, junto con SG, Bally y Shuffle Master.

## Williams Interactive
En la primera mitad de 2012, WMS Industries adquirió Jadestone Group AB con sede en Estocolmo, Suecia y luego Phantom EFX con sede en Iowa, Cedar Falls, Iowa, que luego formaría parte de la filial anunciada Williams Interactive.
En julio de 2012, WMS Industries anunció la formación de Williams Interactive para servir a la industria global de juegos en línea. Sus objetivos eran "centrarse en el crecimiento, el desarrollo y la ejecución operativa de las iniciativas mundiales de apuestas, juegos sociales, casuales y móviles de la compañía en todo el mundo". En el mismo mes anunciaron el lanzamiento de su juego de casino social en Facebook Jackpot Party Casino.
En octubre de 2012, los casinos en línea Betsson y Unibet celebraron acuerdos multianuales con Williams Interactive para proporcionar "juegos de tragamonedas de video premium como Jackpot Party, Zeus o Reel 'Em, en los cuales pueden ofrecer a sus jugadores registrados (más de 12 millones de clientes)".
Williams Interactive produce el juego de tragamonedas Fire Queen, que está disponible en una gran cantidad de casinos físicos y en línea
En junio de 2014, EveryMatrix, un proveedor de software de iGaming que ofrece soluciones de marca blanca y llave en mano, se asoció con Williams Interactive. Esta asociación permitirá a EveryMatrix ofrecer contenido de tragamonedas desde Williams Interactive.